# ライヴ・アット・ザ・マーキー 1971
『ライヴ・アット・ザ・マーキー 1971』（Live at the Marquee 1971）は、キング・クリムゾン・コレクターズ・クラブ（KCCC）が2001年に発売した2枚組CD。イングランドのロック・バンドであるキング・クリムゾンが1971年に行なった国内ツアーのライヴ・アルバムで、同クラブの通算46作目である。

## 解説
1971年、キング・クリムゾンはロバート・フリップ、ピート・シンフィールド、メル・コリンズ、新メンバーのボズ・バレルとイアン・ウォーレスの顔ぶれで、4月12日にフランクフルトのズーム・クラブで初舞台に立った後、5月11日から6月2日まで国内ツアーを行なった。7月には新作アルバムの制作を開始し、8月9日から10月30日まで並行して再び国内ツアーを行なった。
本作には8月10日のマーキー・クラブでの公演が収録された。フリップのアナウンスメントを除いた9曲の内訳は以下のとおり。
- 『クリムゾン・キングの宮殿』（1969年）から1曲
- 『ポセイドンのめざめ』（1970年）から2曲
- 『リザード』（1970年）から1曲
- 『アイランズ』（1971年）から4曲[注釈 3]
- 未発表曲が1曲

'Improv'と題されたインストゥルメンタルは、「制作中の新作アルバムに収録される予定」というフリップの紹介に続いて演奏され、冒頭と終結部には「太陽と戦慄 パートI」（1973年）と「人々の嘆き」(1974年）の断片が含まれる。

## 収録曲
| #         | タイトル                                       | 作詞・作曲                    | オリジナル                       | 時間  |
| --------- | ---------------------------------------------- | ----------------------------- | -------------------------------- | ----- |
| 1.        | 「冷たい街の情景 Picture of a City」           | Robert Fripp, Pete Sinfield   | 『ポセイドンのめざめ』（1970年） | 10:17 |
| 2.        | 「フォーメンテラ・レディ Formentera Lady」     | Fripp, Sinfield               | 『アイランズ』（1971年）         | 6:13  |
| 3.        | 「船乗りの話 The Sailer's Tale」               | Fripp（インストゥルメンタル） | 『アイランズ』                   | 8:36  |
| 4.        | 「サーカス Cirkus」                            | Fripp, Sinfield               | 『リザード』（1970年）           | 8:57  |
| 5.        | 「レターズ The Letters」                       | Fripp, Sinfield               | 『アイランズ』                   | 4:58  |
| 6.        | 「ケイデンスとカスケイド Cadence and Cascade」 | Fripp, Sinfield               | 『アイランズ』                   | 4:43  |
| 合計時間: | 合計時間:                                      | 合計時間:                     | 合計時間:                        | 43:44 |

| #         | タイトル                                                   | 作詞・作曲                                                           | オリジナル                             | 時間  |
| --------- | ---------------------------------------------------------- | -------------------------------------------------------------------- | -------------------------------------- | ----- |
| 1.        | 「Improv」                                                 | Fripp, Mel Collins, Boz Burrell, Ian Wallace（インストゥルメンタル） |                                        | 27:38 |
| 2.        | 「レディース・オブ・ザ・ロード Ladies of the Road」        | Fripp, Sinfield                                                      | 『アイランズ』                         | 6:08  |
| 3.        | 「RF Announcement」                                        |                                                                      |                                        | 3:24  |
| 4.        | 「21世紀のスキッツォイド・マン 21st Century Schizoid Man」 | Fripp, Greg Lake, Ian McDonald, Michael Giles, Sinfield              | 『クリムゾン・キングの宮殿』（1969年） | 11:37 |
| 合計時間: | 合計時間:                                                  | 合計時間:                                                            | 合計時間:                              | 48:47 |

## ミュージシャン
- ロバート・フリップ　Robert Fripp – ギター、メロトロン
- メル・コリンズ　Mell Collins – サクソフォーン、フルート、メロトロン
- ボズ・バレル　Boz Burrell – ベース、リード・ヴォーカル
- イアン・ウォーレス　Ian Wallace – ドラムス、ヴォーカル
- ピート・シンフィールド　Peter Sinfield – 歌詞、音響、視覚効果